# Yuri Gárnayev
Yuri Aleksándrovich Gárnayev (en ruso: Ю́рий Алекса́ндрович Гарнаев; Balashov, 17 de diciembre de 1917 - Le Rove, 6 de agosto de 1967) fue un piloto de pruebas soviético del Instituto de Investigación de Vuelo Gromov que murió en un accidente de helicóptero mientras combatía incendios forestales en Francia.

## Biografía

### Infancia y juventud
Gárnayev nació el 17 de diciembre de 1917 en la localidad de Balashov —actualmente ubicada en el óblast de Sarátov, en Rusia—, en el seno de una familia rusa de clase trabajadora. Tras mudarse al pueblo de Lopasnya (ubicado en la actual Chéjov) en 1934, cursó el tercer semestre en la Escuela Técnica Industrial de Podolsk, en el óblast de Moscú, antes de abandonar la escuela en 1936 por dificultades económicas. Poco después consiguió un trabajo en la fábrica de automóviles Lianozovsky, donde trabajó mientras asistía al club de vuelo de Mytishchi. El 17 de junio de 1937 realizó su primer vuelo en solitario antes de ser reclutado en el Ejército Rojo al año siguiente.

### Carrera en la aviación
En 1939 después graduarse en la Escuela de Aviación Militar de Engels, fue destinado a una unidad de aviación de combate en Transbaikalia. De 1940 a 1942 trabajó como instructor de vuelo en Ulán-Udé antes de regresar a un regimiento de combate. En 1945, combatió brevemente en la guerra soviético-japonesa como navegante del 718.º Regimiento de Aviación de Cazas, realizando once salidas en un Yak-9 durante el conflicto. Ese mismo año, fue condenado a prisión en Voroshilov por manejo negligente de documentos clasificados, pero fue liberado a principios de octubre de 1948.
Luego, en 1949, consiguió un trabajo como técnico en el Instituto de Investigación de Vuelo Gromov, donde participó en el desarrollo de un sistema de reabastecimiento en vuelo antes de ser despedido en 1950 debido a su condena pasada. Sin embargo, pronto se le permitió regresar al instituto como paracaidista de pruebas en enero de 1951, lo que dio inicio a su carrera como piloto de pruebas en diciembre de 1951. Posteriormente, realizó diversos vuelos de prueba, pilotando varios aviones y helicópteros experimentales. En 1957, se convirtió en la primera persona en pilotar el Rafaelyants Turbolet, y como parte del entrenamiento de cosmonautas para entornos de gravedad cero, en 1960 voló un Tu-104 modificado con Amet-Jan Sultán. Salvó la vida no una sino dos veces gracias aque pudo lanzarse en paracaídas mientras realizaba vuelos de prueba: en 1962 durante un vuelo en un Mi-6 y más tarde en 1964 mientras volaba un Ka-22.

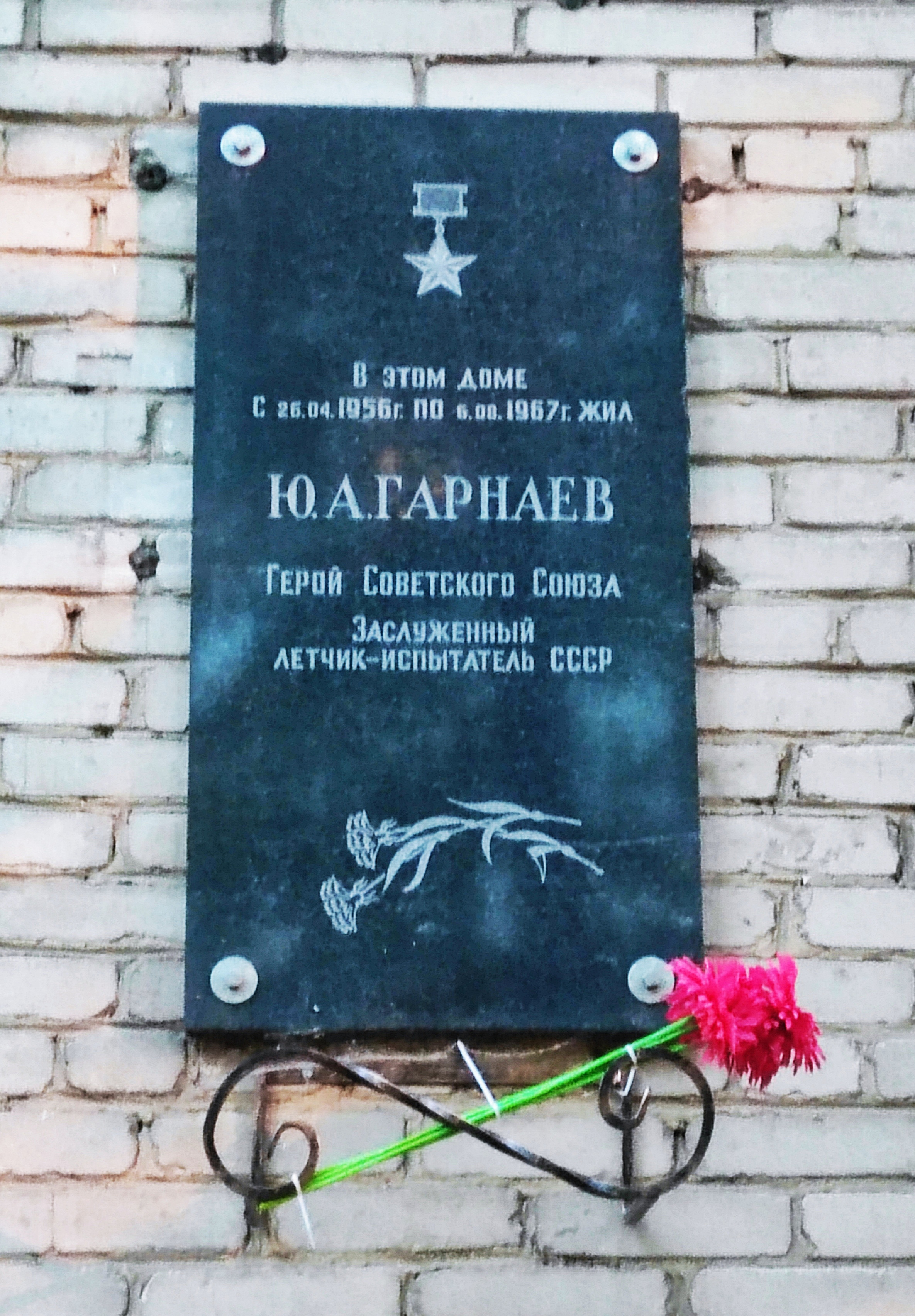
Placa conmemorativa en recuerdo de Yuri Gárnayev en Zhukovski (Rusia)

A lo largo de su carrera en la aviación realizó pruebas en varios aviones, incluidos el An-10, Il-28, Ka-22, Mi-3, Mi-4, Mi-6, Mi-10, MiG-15, MiG-21, Tu-14, Tu-16 y el Tu-104. Su vida se truncó el 6 de agosto de 1967; cuando falleció en acto de servicio mientras pilotaba un helicóptero Mi-6PZh (matrícula СССР-06174) sobre Francia para combatir incendios forestales. La causa del accidente sigue sin esclarecerse.

## Condecoraciones
A lo largo de su vida Yuri Gárnayev recibió las siguientes condecoraciones
|  | Héroe de la Unión Soviética (21 de agosto de 1964)                                                     |
|  | Piloto de Pruebas Honorífico de la URSS (21 de agosto de 1964)                                         |
|  | Orden de Lenin (21 de agosto de 1964)                                                                  |
|  | Orden de la Guerra Patria de 1.er grado (28 de agosto de 1945)                                         |
|  | Orden de la Bandera Roja del Trabajo (12 de julio de 1957)                                             |
|  | Medalla por la Victoria sobre Alemania en la Gran Guerra Patria 1941-1945 (1945)                       |
|  | Medalla por la Victoria sobre Japón (1945)                                                             |
|  | Medalla Conmemorativa del 20.º Aniversario de la Victoria en la Gran Guerra Patria de 1941-1945 (1965) |